# Diskografija Johnnyja Casha
Diskografija Johnnyja Casha bilježi sve materijale jednog od najvećih glazbenika svih vremena, country pjevača Johnnyja Casha. Njegova duga karijera, koja se protegla od 1954. do 2003., iznjedrila je brojne albume i singlove pod etiketama nekoliko glazbenih izdavačkih kuća. Cash je tijekom godina surađivao s mnogim poznatim glazbenicima te osvojio razne nagrade i priznanja od mnogih organizacija.

## Albumi

### Sun Records
Sva izdanja za Sun sadrže materijal snimljen od 1955. do 1958.
| Godina | Album                                      | Top country albumi |
| ------ | ------------------------------------------ | ------------------ |
| 1957.  | Johnny Cash with His Hot and Blue Guitar   |                    |
| 1958.  | Sings the Songs That Made Him Famous       |                    |
| 1959.  | Greatest!                                  |                    |
| 1960.  | Sings Hank Williams                        |                    |
| 1961.  | Now Here's Johnny Cash                     |                    |
| 1962.  | All Aboard the Blue Train                  |                    |
| 1964.  | The Original Sun Sound of Johnny Cash      |                    |
| 1969.  | Get Rhythm                                 | 30                 |
| 1969.  | Original Golden Hits, Volume I             | 4                  |
| 1969.  | Story Songs of the Trains and Rivers       | 2                  |
| 1970.  | Showtime                                   | 14                 |
| 1970.  | The Singing Storyteller                    | 45                 |
| 1970.  | Original Golden Hits, Volume II            | 3                  |
| 1970.  | Johnny Cash: The Legend                    |                    |
| 1970.  | The Rough Cut King of Country Music        |                    |
| 1970.  | Sunday Down South                          |                    |
| 1971.  | Johnny Cash: The Man, His World, His Music |                    |
| 1971.  | Original Golden Hits, Volume III           |                    |

### Columbia Records
Cash je većinu svojeg opusa snimio za Columbiju. Mnogi od ovih albuma kombiniraju prethodno neobjavljeni materijal s novim materijalom.
| Godina | Album                                          | Pozicija na ljestvici | Pozicija na ljestvici | Naklada             |
| Godina | Album                                          | Top country albumi    | Billboard 200         | Naklada             |
| ------ | ---------------------------------------------- | --------------------- | --------------------- | ------------------- |
| 1959.  | The Fabulous Johnny Cash                       |                       |                       |                     |
| 1959.  | Hymns by Johnny Cash                           |                       |                       |                     |
| 1959.  | Songs of Our Soil                              |                       |                       |                     |
| 1960.  | Ride This Train                                |                       |                       |                     |
| 1960.  | Now, There Was a Song!                         |                       |                       |                     |
| 1961.  | The Lure of the Grand Canyon                   |                       |                       |                     |
| 1962.  | Hymns from the Heart                           |                       |                       |                     |
| 1962.  | The Sound of Johnny Cash                       |                       |                       |                     |
| 1963.  | Blood, Sweat and Tears                         |                       | 80                    |                     |
| 1963.  | Ring of Fire: The Best of Johnny Cash          | 1                     | 26                    | zlatna              |
| 1963.  | The Christmas Spirit                           |                       | 7                     |                     |
| 1964.  | I Walk the Line                                | 1                     | 53                    | zlatna              |
| 1964.  | Bitter Tears: Ballads of the American Indian   | 2                     | 47                    |                     |
| 1965.  | Orange Blossom Special                         | 3                     | 49                    |                     |
| 1965.  | Johnny Cash sings the Ballads of the True West |                       |                       |                     |
| 1966.  | Everybody Loves a Nut                          | 5                     | 88                    |                     |
| 1966.  | Happiness is You                               | 10                    |                       |                     |
| 1967.  | Carryin' On with Johnny Cash and June Carter   | 5                     | 194                   |                     |
| 1968.  | From Sea to Shining Sea                        | 9                     |                       |                     |
| 1968.  | At Folsom Prison (uživo)                       | 1                     | 13                    | 3x multi-platinasta |
| 1968.  | Heart of Cash                                  |                       |                       |                     |
| 1968.  | The Holy Land                                  | 6                     | 54                    |                     |
| 1969.  | At San Quentin (uživo)                         | 1                     | 1                     | 3x multi-platinasta |
| 1970.  | Hello, I'm Johnny Cash                         | 1                     | 6                     | zlatna              |
| 1970.  | The Johnny Cash Show (uživo)                   | 1                     | 44                    | zlatna              |
| 1970.  | I Walk the Line                                | 9                     | 176                   |                     |
| 1970.  | Little Fauss and Big Halsy                     |                       |                       |                     |
| 1971.  | Man in Black                                   | 1                     | 56                    |                     |
| 1972.  | A Thing Called Love                            | 2                     | 112                   |                     |
| 1972.  | America: A 200-Year Salute in Story and Song   | 3                     | 176                   |                     |
| 1972.  | The Johnny Cash Family Christmas               |                       |                       |                     |
| 1972.  | International Superstar                        |                       |                       |                     |
| 1973.  | På Österåker (uživo)                           |                       |                       |                     |
| 1973.  | Any Old Wind That Blows                        | 5                     | 188                   |                     |
| 1973.  | The Gospel Road                                | 12                    |                       |                     |
| 1973.  | Johnny Cash and His Woman                      | 32                    |                       |                     |
| 1974.  | Ragged Old Flag                                | 16                    |                       |                     |
| 1974.  | Junkie and the Juicehead Minus Me              | 48                    |                       |                     |
| 1975.  | The Johnny Cash Children's Album               |                       |                       |                     |
| 1975.  | Sings Precious Memories                        |                       |                       |                     |
| 1975.  | John R. Cash                                   |                       |                       |                     |
| 1975.  | Look at Them Beans                             | 38                    |                       |                     |
| 1975.  | Strawberry Cake (uživo)                        | 33                    |                       |                     |
| 1976.  | One Piece at a Time                            | 2                     | 185                   |                     |
| 1977.  | The Last Gunfighter Ballad                     | 29                    |                       |                     |
| 1977.  | The Rambler                                    | 31                    |                       |                     |
| 1978.  | I Would Like to See You Again                  | 23                    |                       |                     |
| 1978.  | Gone Girl                                      |                       |                       |                     |
| 1979.  | Silver                                         | 28                    |                       |                     |
| 1980.  | Rockabilly Blues                               |                       |                       |                     |
| 1980.  | Classic Christmas                              |                       |                       |                     |
| 1981.  | The Baron                                      | 24                    |                       |                     |
| 1982.  | The Adventures of Johnny Cash                  |                       |                       |                     |
| 1983.  | Johnny 99                                      |                       |                       |                     |
| 1985.  | Rainbow                                        |                       |                       |                     |

### Gospel i božićni albumi za neovisne etikete
| Godina | Album                         | Top country albumi | Etiketa     |
| ------ | ----------------------------- | ------------------ | ----------- |
| 1979.  | A Believer Sings the Truth    | 43                 | Cachet      |
| 1984.  | I Believe                     |                    | Cachet      |
| 1986.  | Believe in Him                |                    | Word        |
| 1991.  | Johnny Cash Country Christmas |                    | Delta       |
| 1992.  | Return to the Promised Land   |                    | Renaissance |

### Mercury Records
Cash je bio pod ugovorom s Mercury Recordsom između 1987. i 1990., a u tom je razdoblju snimio četiri albuma, uglavnom novog materijala, te svoje klasične pjesme iz perioda u Sunu i Columbiji.
| Godina | Album                             | Top country albumi |
| ------ | --------------------------------- | ------------------ |
| 1987.  | Johnny Cash Is Coming to Town     | 36                 |
| 1987.  | Classic Cash: Hall of Fame Series |                    |
| 1988.  | Water from the Wells of Home      | 48                 |
| 1989.  | Boom Chicka Boom                  |                    |
| 1991.  | The Mystery of Life               | 70                 |
| 1994.  | Wanted Man                        |                    |
| 1996.  | Johnny Cash: The Hits             | 75                 |
| 1998.  | The Best of Johnny Cash           |                    |
| 2000.  | The Mercury Years                 |                    |
| 2002.  | Johnny Cash & Friends             |                    |

### American Recordings
Serijal za American Recordings producirao je Rick Rubin, a sadrži samo nove materijale objavljene nakon 1990. Ovi albumi poznati su po opuštenom osjećaju i mnogim obradama i suradnjama s drugim poznatim glazbenicima. Jedna pjesma s ovih snimanja, "A Satisfied Mind", korištena je u filmu Quentina Tarantina Kill Bill Volume 2; objavljena je samo na soundtracku filma.
| Godina | Album                                                 | Pozicija na ljestvici | Pozicija na ljestvici | Naklada    |
| Godina | Album                                                 | Top country albumi    | Billboard 200         | Naklada    |
| ------ | ----------------------------------------------------- | --------------------- | --------------------- | ---------- |
| 1994.  | American Recordings                                   | 23                    | 110                   |            |
| 1996.  | Unchained                                             | 26                    | 170                   |            |
| 1998.  | VH1 Storytellers: Johnny Cash & Willie Nelson (uživo) | 25                    | 150                   |            |
| 2000.  | American III: Solitary Man                            | 11                    | 88                    |            |
| 2002.  | American IV: The Man Comes Around                     | 2                     | 22                    | platinasta |
| 2003.  | Unearthed                                             | 33                    |                       | zlatna     |
| 2004.  | My Mother's Hymn Book                                 | 27                    | 194                   |            |
| 2006.  | American V: A Hundred Highways                        | 1                     | 1                     | zlatna     |
| 2010.  | American VI: Ain't No Grave                           |                       |                       |            |

## Kompilacije

### Kompilacije za Columbia Records
| Godina | Album                                | Pozicija na ljestvici | Pozicija na ljestvici | Naklada             |
| Godina | Album                                | Top country albumi    | Billboard 200         | Naklada             |
| ------ | ------------------------------------ | --------------------- | --------------------- | ------------------- |
| 1966.  | Mean as Hell                         | 4                     |                       |                     |
| 1967.  | Greatest Hits, Vol. 1                | 1                     | 82                    | 2x multi-platinasta |
| 1968.  | Old Golden Throat                    |                       |                       |                     |
| 1969.  | More of Old Golden Throat            |                       |                       |                     |
| 1970.  | The World of Johnny Cash             | 2                     | 54                    | zlatna              |
| 1971.  | Greatest Hits, Vol. 2                | 5                     | 94                    | platinasta          |
| 1973.  | Sunday Morning Coming Down           | 35                    |                       |                     |
| 1974.  | Five Feet High and Rising            | 33                    |                       |                     |
| 1978.  | Greatest Hits, Vol. 3                | 49                    |                       |                     |
| 1981.  | Encore                               |                       |                       |                     |
| 1982.  | Biggest Hits                         |                       |                       |                     |
| 1987.  | Columbia Records 1958-1986           |                       |                       |                     |
| 1991.  | Patriot                              | 67                    |                       |                     |
| 1994.  | The Man In Black - His Greatest Hits | 63                    |                       |                     |

### Kompilacije za Harmony Records
| Godina | Album                          | Top country albumi |
| ------ | ------------------------------ | ------------------ |
| 1968.  | Golden Sounds of Country Music |                    |
| 1969.  | This Is Johnny Cash            |                    |
| 1970.  | The Walls of a Prison          |                    |
| 1972.  | Understand Your Man            |                    |
| 1972.  | Give My Love to Rose           |                    |
| 1972.  | The Johnny Cash Songbook       | 43                 |
| 1973.  | Ballads of the American Indian |                    |
| 1973.  | This Is Johnny Cash            |                    |

### Kompilacije za Bear Family Records
Njemačka izdavačka kuća Bear Family objavila je nekoliko kompilacija s materijalom iz ere u Sunu i Columbiji. To uključuje raritetne LP-ove iz kasnih sedamdesetih i opsežne box setove iz ranih devedesetih. Uz to, kuća je objavila mnoge Cashove klasične albume posebno na CD-ovima s bonus pjesmama
Raritetni kompilacijski albumi:  Ubrzo nakon osnivanja kuće, 1978. – 1979., Bear Family je objavio tri LP-a s prethodno neobjavljenim pjesmama snimljenima od 1958. do 1967.
| Godina | Album                    |
| ------ | ------------------------ |
| 1978.  | The Unissued Johnny Cash |
| 1978.  | Johnny & June            |
| 1979.  | Tall Man                 |

Box setovi:  Krajem devedesetih Bear Family je objavio četiri box seta sa svim Cashovim neobjavljenim materijalom snimljenim od 1955. do 1969. za Sun i Columbiju, uključujući dodatne alternativne verzije pjesama koje su uvrštene na njihove LP-ove krajem sedamdesetih. 
| Godina | Album                          |
| ------ | ------------------------------ |
| 1990.  | The Man in Black 1954-1958     |
| 1991.  | Come Along and Ride this Train |
| 1991.  | The Man in Black 1959-1962     |
| 1995.  | The Man in Black 1963-1969     |

### Manje poznate kompilacije
Od 1990., mnoge su kompilacije objavile razne izdavačke kuće. Ovaj popis, iako ne iscrpan, uključuje one koje nisu objavili Sun, Mercury ili American Recordings.
| Godina | Album                                                                               | Pozicija na ljestvici | Pozicija na ljestvici | Naklada              | Etiketa    |
| Godina | Album                                                                               | Top country albumi    | Billboard 200         | Naklada              | Etiketa    |
| ------ | ----------------------------------------------------------------------------------- | --------------------- | --------------------- | -------------------- | ---------- |
| 1990.  | 12 Giant Hits                                                                       |                       |                       |                      | CBS        |
| 1992.  | The Essential Johnny Cash 1955-1983                                                 |                       |                       |                      | Legacy     |
| 1994.  | Super Hits                                                                          |                       |                       | platinasta           | Legacy     |
| 1998.  | Johnny Cash: Crazy Country                                                          |                       |                       |                      | Legacy     |
| 1999.  | 16 Biggest Hits                                                                     | 18                    | 185                   | 2x multi-platinasta  | Legacy     |
| 2000.  | Love, God and Murder                                                                | 67                    |                       |                      | Legacy     |
| 2001.  | 16 Biggest Hits: Volume II                                                          |                       |                       |                      | Legacy     |
| 2002.  | The Essential Johnny Cash                                                           | 16                    | 102                   | platinasta           | Legacy     |
| 2002.  | The Legend of Johnny Cash: First Original Hits                                      | 66                    |                       |                      | K-Tel      |
| 2002.  | Johnny Cash Sings His Best: 40 Original Hits                                        | 71                    |                       |                      | TeeVee     |
| 2002.  | 20th Century Masters: The Millennium Collection                                     | 47                    |                       |                      | Mercury    |
| 2002.  | The Heart of a Legend                                                               | 49                    |                       |                      | Madacy     |
| 2002.  | Johnny Cash at Madison Square Garden (uživo)                                        | 39                    |                       |                      | Legacy     |
| 2003.  | Live Recordings from the Louisiana Hayride (uživo)                                  |                       |                       |                      | Scena      |
| 2003.  | Christmas with Johnny Cash                                                          | 58                    |                       |                      | Legacy     |
| 2004.  | Life                                                                                |                       |                       |                      | Legacy     |
| 2005.  | The Complete Sun Recordings, 1955-1958                                              | 52                    |                       |                      | Time Life  |
| 2005.  | Walking the Line: The Legendary Sun Recordings                                      | 66                    |                       |                      | Metro      |
| 2005.  | The Legend                                                                          | 31                    | 173                   | zlatna               | Legacy     |
| 2005.  | The Legend of Johnny Cash                                                           | 2                     | 5                     | 2x; multi-platinasta | Island     |
| 2006.  | 16 Biggest Hits: Johnny Cash & June Carter Cash                                     | 26                    | 126                   |                      | Legacy     |
| 2006.  | Golden Legends: Johnny Cash                                                         | 70                    |                       |                      | Madacy     |
| 2006.  | June Carter and Johnny Cash: Duets                                                  |                       |                       |                      | Sony BMG   |
| 2006.  | Personal File (2 CD-a)                                                              | 22                    | 108                   |                      | Legacy     |
| 2006.  | Country Legends: I Walk the Line                                                    | 44                    |                       |                      | BCI        |
| 2006.  | Country Christmas                                                                   | 52                    |                       |                      | Laserlight |
| 2006.  | The Legend of Johnny Cash Vol. II                                                   | 28                    | 144                   |                      | Island     |
| 2006.  | JC: Johnny Cash                                                                     | 26                    | 109                   |                      | Sun        |
| 2007.  | Cash - Ultimate Gospel                                                              | 34                    |                       |                      | Legacy     |
| 2007.  | The Great Lost Performance - Live at the Paramount Theatre, Asbury Park, New Jersey | 60                    |                       |                      | Island     |
| 2007.  | Forever Johnny Cash                                                                 | 66                    |                       |                      | Sun        |
| 2008.  | The Best of the Johnny Cash TV Show: 1969-1971                                      | 47                    |                       |                      | Legacy     |
| 2008.  | Playlist: The Very Best of Johnny Cash                                              | 46                    |                       |                      | Sony BMG   |
| 2008.  | The Gospel Music of Johnny Cash                                                     | 57                    |                       |                      | Gaither    |

## Singlovi
| Godina | Naslov                                                   | Pozicija na ljestvici | Pozicija na ljestvici | Pozicija na ljestvici         | Pozicija na ljestvici        | Album                                        |
| Godina | Naslov                                                   | Hot Country Songs     | Billboard Hot 100     | Hot Adult Contemporary Tracks | Britanska ljestvica singlova | Album                                        |
| ------ | -------------------------------------------------------- | --------------------- | --------------------- | ----------------------------- | ---------------------------- | -------------------------------------------- |
| 1955.  | "Cry, Cry, Cry"                                          | 14                    |                       |                               |                              | Johnny Cash with His Hot and Blue Guitar     |
| 1956.  | "So Doggone Lonesome"                                    | 4                     |                       |                               |                              | Johnny Cash with His Hot and Blue Guitar     |
| 1956.  | "Folsom Prison Blues"                                    | flip                  |                       |                               |                              | Johnny Cash with His Hot and Blue Guitar     |
| 1956.  | "I Walk the Line"                                        | 1                     | 17                    |                               |                              | Johnny Cash with His Hot and Blue Guitar     |
| 1956.  | "Get Rhythm"                                             | flip                  |                       |                               |                              | Greatest!                                    |
| 1956.  | "There You Go"                                           | 1                     |                       |                               |                              | Sings the Songs That Made Him Famous         |
| 1957.  | "Train of Love"                                          | 7                     |                       |                               |                              | Sings the Songs That Made Him Famous         |
| 1957.  | "Next in Line"                                           | 9                     | 99                    |                               |                              | Sings the Songs That Made Him Famous         |
| 1957.  | "Don't Make Me Go"                                       | flip                  |                       |                               |                              | Sings the Songs That Made Him Famous         |
| 1957.  | "Home of the Blues"                                      | 3                     | 88                    |                               |                              | Sings the Songs That Made Him Famous         |
| 1957.  | "Give My Love to Rose"                                   | 13                    |                       |                               |                              | Sings Hank Williams                          |
| 1958.  | "Ballad of a Teenage Queen"                              | 1                     | 14                    |                               |                              | Sings the Songs That Made Him Famous         |
| 1958.  | "Big River"                                              | 4                     | 14                    |                               |                              | Sings the Songs That Made Him Famous         |
| 1958.  | "Guess Things Happen That Way"                           | 1                     | 11                    |                               |                              | Sings the Songs That Made Him Famous         |
| 1958.  | "Come in Stranger"                                       | 6                     | 66                    |                               |                              | Sings the Songs That Made Him Famous         |
| 1958.  | "The Ways of a Woman in Love"                            | 2                     | 24                    |                               |                              | Sings the Songs That Made Him Famous         |
| 1958.  | "You're the Nearest Thing to Heaven"                     | 5                     | 24                    |                               |                              | Sings the Songs That Made Him Famous         |
| 1958.  | "All Over Again"                                         | 4                     | 38                    |                               |                              | Old Golden Throat                            |
| 1958.  | "What Do I Care"                                         | 7                     | 52                    |                               |                              | Ring of Fire: The Best of Johnny Cash        |
| 1959.  | "Don't Take Your Guns to Town"                           | 1                     | 32                    |                               |                              | The Fabulous Johnny Cash                     |
| 1959.  | "It's Just About Time"                                   | 30                    | 47                    |                               |                              | Greatest!                                    |
| 1959.  | "Luther Played the Boogie"                               | 8                     |                       |                               |                              | Greatest!                                    |
| 1959.  | "Thanks a Lot"                                           | 12                    |                       |                               |                              | Greatest!                                    |
| 1959.  | "Frankie's Man, Johnny"                                  | 9                     | 57                    |                               |                              | The Fabulous Johnny Cash                     |
| 1959.  | "You Dreamer You"                                        | 13                    |                       |                               |                              | Old Golden Throat                            |
| 1959.  | "Katy Too"                                               | 11                    | 66                    |                               |                              | Greatest!                                    |
| 1959.  | "I Got Stripes"                                          | 4                     | 43                    |                               |                              | Old Golden Throat                            |
| 1959.  | "Five Feet High and Rising"                              | 14                    | 76                    |                               |                              | Songs of Our Soil                            |
| 1959.  | "Goodbye Little Darlin'"                                 | 22                    |                       |                               |                              | Greatest!                                    |
| 1959.  | "Little Drummer Boy"                                     | 24                    | 63                    |                               |                              | The Christmas Spirit                         |
| 1960.  | "Straight A's in Love"                                   | 16                    | 84                    |                               |                              | Sings Hank Williams                          |
| 1960.  | "I Love You Because"                                     | 20                    |                       |                               |                              | Sings Hank Williams                          |
| 1960.  | "Seasons of My Heart"                                    | 10                    |                       |                               |                              | Now, There Was a Song!                       |
| 1960.  | "Down the Street to 301"                                 |                       | 85                    |                               |                              | Now Here's Johnny Cash                       |
| 1960.  | "Smiling Bill McCall"                                    | 13                    |                       |                               |                              | Old Golden Throat                            |
| 1960.  | "Second Honeymoon"                                       | 15                    | 79                    |                               |                              | More of Old Golden Throat                    |
| 1960.  | "Mean Eyed Cat"                                          | 30                    |                       |                               |                              | Sings Hank Williams                          |
| 1960.  | "Oh Lonesome Me"                                         | 13                    | 93                    |                               |                              | Now Here's Johnny Cash                       |
| 1961.  | "The Rebel - Johnny Yuma"                                | 24                    |                       |                               |                              | Ring of Fire: The Best of Johnny Cash        |
| 1961.  | "Tennessee Flat-Top Box"                                 | 11                    | 84                    |                               |                              | Ring of Fire: The Best of Johnny Cash        |
| 1962.  | "The Big Battle"                                         | 24                    |                       |                               |                              | Ring of Fire: The Best of Johnny Cash        |
| 1962.  | "In the Jailhouse Now"                                   | 8                     |                       |                               |                              | The Sound of Johnny Cash                     |
| 1962.  | "Bonanza"                                                |                       | 94                    |                               |                              | Ring of Fire: The Best of Johnny Cash        |
| 1962.  | "Busted" (s The Carter Family)                           | 13                    |                       |                               |                              | Blood, Sweat and Tears                       |
| 1963.  | "Ring of Fire"                                           | 1                     | 17                    |                               |                              | Ring of Fire: The Best of Johnny Cash        |
| 1963.  | "The Matador"                                            | 2                     | 44                    |                               |                              | Heart of Cash                                |
| 1964.  | "Understand Your Man"                                    | 1                     | 35                    |                               |                              | I Walk the Line                              |
| 1964.  | "Dark as a Dungeon"                                      | 49                    |                       |                               |                              | Old Golden Throat                            |
| 1964.  | "The Ballad of Ira Hayes"                                | 3                     |                       |                               |                              | Bitter Tears: Ballads of the American Indian |
| 1964.  | "Bad News"                                               | 8                     |                       |                               |                              | I Walk the Line                              |
| 1964.  | "It Ain't Me, Babe" (s June Carter Cash)                 | 4                     | 58                    |                               | 28                           | Orange Blossom Special                       |
| 1965.  | "Orange Blossom Special"                                 | 3                     | 80                    |                               |                              | Orange Blossom Special                       |
| 1965.  | "Mister Garfield"                                        | 15                    |                       |                               |                              | Sings the Ballads of the True West           |
| 1965.  | "The Sons of Katie Elder"                                | 10                    |                       |                               |                              | Heart of Cash                                |
| 1965.  | "Happy to Be with You"                                   | 9                     |                       |                               |                              | Single only                                  |
| 1966.  | "The One on the Right Is on the Left"                    | 2                     | 46                    |                               |                              | Everybody Loves a Nut                        |
| 1966.  | "Everybody Loves a Nut"                                  | 17                    | 96                    |                               |                              | Everybody Loves a Nut                        |
| 1966.  | "Boa Constrictor"                                        | 39                    |                       |                               |                              | Everybody Loves a Nut                        |
| 1966.  | "You Beat All I Ever Saw"                                | 20                    |                       |                               |                              | More of Old Golden Throat                    |
| 1967.  | "Jackson" (s June Carter Cash)                           | 2                     |                       |                               |                              | Greatest Hits, Vol. 1                        |
| 1967.  | "Long-Legged Guitar Pickin' Man" (s June Carter Cash)    | 6                     |                       |                               |                              | Carryin' On with Johnny Cash and June Carter |
| 1967.  | "The Wind Changes"                                       | 60                    |                       |                               |                              | Old Golden Throat                            |
| 1967.  | "Rosanna's Going Wild"                                   | 2                     | 91                    |                               |                              | International Superstar                      |
| 1968.  | "Folsom Prison Blues" (reizdanje)                        | 1                     | 32                    |                               |                              | At Folsom Prison                             |
| 1968.  | "Daddy Sang Bass"                                        | 1                     | 42                    |                               |                              | The Holy Land                                |
| 1969.  | "A Boy Named Sue"                                        | 1                     | 2                     | 1                             | 4                            | At San Quentin                               |
| 1969.  | "Get Rhythm" (reizdanje)                                 | 23                    | 60                    |                               |                              | Single only                                  |
| 1969.  | "Blistered"                                              | 4                     | 50                    |                               |                              | Hello, I'm Johnny Cash                       |
| 1969.  | "See Ruby Fall"                                          | flip                  | 75                    |                               |                              | Hello, I'm Johnny Cash                       |
| 1969.  | "If I Were a Carpenter" (s June Carter Cash)             | 2                     | 36                    |                               |                              | Hello, I'm Johnny Cash                       |
| 1970.  | "Rock Island Line"                                       | 35                    | 93                    |                               |                              | Samo singl                                   |
| 1970.  | "What Is Truth"                                          | 3                     | 19                    | 4                             | 21                           | Samo singl                                   |
| 1970.  | "Sunday Morning Coming Down"                             | 1                     | 46                    |                               |                              | The Johnny Cash Show                         |
| 1970.  | "Flesh and Blood"                                        | 1                     | 54                    |                               |                              | I Walk the Line (soundtrack)                 |
| 1971.  | "Big River"                                              | 41                    |                       |                               |                              | Greatest Hits, Vol. 2                        |
| 1971.  | "Man in Black"                                           | 3                     | 58                    |                               |                              | Man in Black                                 |
| 1971.  | "Singin' in Vietnam Talkin' Blues"                       | 18                    |                       |                               |                              | Man in Black                                 |
| 1971.  | "No Need to Worry" (s June Carter Cash)                  | 15                    |                       |                               |                              | International Superstar                      |
| 1971.  | "Papa Was a Good Man"                                    | 16                    |                       |                               |                              | A Thing Called Love                          |
| 1971.  | "A Thing Called Love"                                    | 2                     |                       |                               | 4                            | A Thing Called Love                          |
| 1972.  | "Kate"                                                   | 2                     | 75                    |                               |                              | A Thing Called Love                          |
| 1972.  | "If I Had a Hammer"                                      | 29                    |                       |                               |                              | Any Old Wind That Blows                      |
| 1972.  | "Oney"                                                   | 2                     |                       |                               |                              | Any Old Wind That Blows                      |
| 1972.  | "Any Old Wind That Blows"                                | 3                     |                       |                               |                              | Any Old Wind That Blows                      |
| 1972.  | "The Loving Gift" (s June Carter Cash)                   | 27                    |                       |                               |                              | Any Old Wind That Blows                      |
| 1973.  | "Children"                                               | 30                    |                       |                               |                              | Single only                                  |
| 1973.  | "Praise the Lord and Pass the Soup"                      | 57                    |                       |                               |                              | Single only                                  |
| 1973.  | "Allegheny" (s June Carter Cash)                         | 69                    |                       |                               |                              | Johnny Cash and His Woman                    |
| 1973.  | "Pick the Wildwood Flower" (s Maybelle Carter)           | 34                    |                       |                               |                              | Single only                                  |
| 1974.  | "Orleans Parish Prison"                                  | 52                    |                       |                               |                              | På Österåker                                 |
| 1974.  | "Ragged Old Flag"                                        | 31                    |                       |                               |                              | Ragged Old Flag                              |
| 1974.  | "The Junkie and the Juicehead, Minus Me"                 |                       |                       |                               |                              | Junkie and the Juicehead Minus Me            |
| 1974.  | "Father and Daughter (Father and Son)" (s Rosey Nix)     |                       |                       |                               |                              | Junkie and the Juicehead Minus Me            |
| 1974.  | "The Lady Came from Baltimore"                           | 14                    |                       |                               |                              | John R. Cash                                 |
| 1975.  | "My Old Kentucky Home (Turpentine and Dandelion Wine)"   | 42                    |                       |                               |                              | John R. Cash                                 |
| 1975.  | "Look at Them Beans"                                     | 17                    |                       |                               |                              | Look at Them Beans                           |
| 1975.  | "Texas, 1947"                                            | 35                    |                       |                               |                              | Look at Them Beans                           |
| 1976.  | "Strawberry Cake"                                        | 54                    |                       |                               |                              | Strawberry Cake                              |
| 1976.  | "One Piece at a Time"                                    | 1                     | 29                    | 6                             | 32                           | One Piece at a Time                          |
| 1976.  | "Sold Out of Flagpoles"                                  | 29                    |                       |                               |                              | One Piece at a Time                          |
| 1976.  | "Ridin' on the Cotton Belt"                              |                       |                       |                               |                              | Single only                                  |
| 1976.  | "Old Time Feeling" (s June Carter Cash)                  | 26                    |                       |                               |                              | Greatest Hits, Vol. 3                        |
| 1977.  | "The Last Gunfighter Ballad"                             | 38                    |                       |                               |                              | The Last Gunfighter Ballad                   |
| 1977.  | "Lady"                                                   | 46                    |                       |                               |                              | The Rambler                                  |
| 1977.  | "After the Ball"                                         | 32                    |                       |                               |                              | The Rambler                                  |
| 1978.  | "I Would Like to See You Again"                          | 12                    |                       |                               |                              | I Would Like to See You Again                |
| 1978.  | "There Ain't No Good Chain Gang" (s Waylonom Jenningsom) | 2                     |                       |                               |                              | I Would Like to See You Again                |
| 1978.  | "Gone Girl"                                              | 44                    |                       |                               |                              | Gone Girl                                    |
| 1978.  | "It'll Be Her"                                           | 89                    |                       |                               |                              | Gone Girl                                    |
| 1978.  | "I Will Rock and Roll with You"                          | 21                    |                       |                               |                              | Gone Girl                                    |
| 1979.  | "(Ghost) Riders in the Sky"                              | 2                     |                       |                               |                              | Silver                                       |
| 1979.  | "I'll Say It's True"                                     | 42                    |                       |                               |                              | Silver                                       |
| 1979.  | "I Wish I Was Crazy Again" (s Waylonom Jenningsom)       | 22                    |                       |                               |                              | Greatest Hits, Vol. 3                        |
| 1980.  | "Wings in the Morning"                                   |                       |                       |                               |                              | A Believer Sings the Truth                   |
| 1980.  | "Bull Rider"                                             | 66                    |                       |                               |                              | Silver                                       |
| 1980.  | "Song of the Patriot" (s Martyjem Robbinsom)             | 54                    |                       |                               |                              | Encore                                       |
| 1980.  | "Cold Lonesome Morning"                                  | 53                    |                       |                               |                              | Rockabilly Blues                             |
| 1980.  | "Last Time"                                              | 85                    |                       |                               |                              | Rockabilly Blues                             |
| 1981.  | "Without Love" (s Nickom Loweom i Daveom Edmundsom)      | 78                    |                       |                               |                              | Rockabilly Blues                             |
| 1981.  | "The Baron"                                              | 10                    |                       |                               |                              | The Baron                                    |
| 1981.  | "Mobile Bay"                                             | 60                    |                       |                               |                              | The Baron                                    |
| 1982.  | "Chattanooga City Limit Sign"                            | 71                    |                       |                               |                              | The Baron                                    |
| 1982.  | "The Reverend Mr. Black"                                 | flip                  |                       |                               |                              | The Baron                                    |
| 1982.  | "The General Lee"                                        | 26                    |                       |                               |                              | The Dukes of Hazzard (soundtrack)            |
| 1982.  | "I've Been to Georgia on a Fast Train"                   |                       |                       |                               |                              | The Adventures of Johnny Cash                |
| 1982.  | "Fair Weather Friends"                                   |                       |                       |                               |                              | The Adventures of Johnny Cash                |
| 1983.  | "We Must Believe in Magic"                               | 84                    |                       |                               |                              | The Adventures of Johnny Cash                |
| 1983.  | "I'm Ragged But I'm Right"                               | 75                    |                       |                               |                              | Johnny 99                                    |
| 1983.  | "Johnny 99"                                              |                       |                       |                               |                              | Johnny 99                                    |
| 1984.  | "That's the Truth"                                       |                       |                       |                               |                              | Johnny 99                                    |
| 1984.  | "Chicken in Black"                                       | 45                    |                       |                               |                              | Samo singl                                   |
| 1984.  | "They Killed Him"                                        |                       |                       |                               |                              | Samo singl                                   |
| 1985.  | "I'm Leaving Now"                                        |                       |                       |                               |                              | Rainbow                                      |
| 1986.  | "Even Cowgirls Get the Blues" (s Waylonom Jenningsom)    | 35                    |                       |                               |                              | Heroes                                       |
| 1987.  | "The Night Hank Williams Came to Town"                   | 43                    |                       |                               |                              | Johnny Cash Is Coming to Town                |
| 1987.  | "Sixteen Tons"                                           |                       |                       |                               |                              | Johnny Cash Is Coming to Town                |
| 1987.  | "Let Him Roll"                                           |                       |                       |                               |                              | Johnny Cash Is Coming to Town                |
| 1987.  | "W. Lee O'Daniel and the Light Crust Doughboys"          |                       |                       |                               |                              | Johnny Cash Is Coming to Town                |
| 1988.  | "Get Rhythm" (reizdanje)                                 |                       |                       |                               |                              | Classic Cash: Hall of Fame Series            |
| 1988.  | "That Old Wheel" (s Hankom Williamsom)                   | 21                    |                       |                               |                              | Water from the Wells of Home                 |
| 1989.  | "Ballad of a Teenage Queen"                              | 45                    |                       |                               |                              | Boom Chicka Boom                             |
| 1990.  | "Farmer's Almanac"                                       |                       |                       |                               |                              | Boom Chicka Boom                             |
| 1990.  | "Cat's in the Cradle"                                    |                       |                       |                               |                              | Boom Chicka Boom                             |
| 1990.  | "Goin' by the Book"                                      | 69                    |                       |                               |                              | The Mystery of Life                          |
| 1991.  | "The Mystery of Life"                                    |                       |                       |                               |                              | The Mystery of Life                          |
| 1994.  | "Delia's Gone"                                           |                       |                       |                               |                              | American Recordings                          |
| 1994.  | "The Man Who Couldn't Cry"                               |                       |                       |                               |                              | American Recordings                          |
| 1996.  | "Rusty Cage"                                             |                       |                       |                               |                              | Unchained                                    |
| 1996.  | "I've Been Everywhere"                                   |                       |                       |                               |                              | Unchained                                    |
| 2002.  | "The Man Comes Around"                                   |                       |                       |                               |                              | American IV: The Man Comes Around            |
| 2003.  | "Hurt"                                                   | 56                    |                       |                               | 39                           | American IV: The Man Comes Around            |
| 2006.  | "God's Gonna Cut You Down"                               |                       |                       |                               |                              | American V: A Hundred Highways               |
| 2007.  | "Help Me"                                                |                       |                       |                               |                              | American V: A Hundred Highways               |
| 2010.  | "Ain't No Grave"                                         |                       |                       |                               |                              | American VI: Ain't No Grave                  |

### Gostujući singlovi
| Godina | Naslov                     | Glazbenik         | Hot Country Songssmall> | Album           |
| ------ | -------------------------- | ----------------- | ----------------------- | --------------- |
| 1971.  | "A Song to Mama"           | The Carter Family | 37                      | Samo singl      |
| 1972.  | "The World Needs a Melody" | The Carter Family | 35                      | Samo singl      |
| 1984.  | "I Will Dance with You"    | Karen Brooks      | 45                      | Hearts on Fire  |
| 2003.  | "September When It Comes"  | Rosanne Cash      |                         | Rules of Travel |

## Suradnje
Johnny Cash je tijekom svoje dugogodišnje karijere surađivao s mnogim ljudima, uključujući članove svoje obitelji, prijatelje, članove country establišmenta i, posebno pred kraj karijere, popularnim rock i alternativnim glazbenicima.  
Nakon što je njegov dobar prijatelj i kolega iz Suna Carl Perkins doživio prometnu nesreću koja ga je obogaljila i nakon problema s alkoholizmom, Cash ga je poveo na svoju turneju u svojstvu gitarista i podupirao Perkinsa izvodeći pjesme koje je napisao. U sedamdesetima je pokušavao pomoći svojem bliskom prijatelju, legendarnom gitaristu iz Nashvillea Hanku Garlandu, da revitalizira svoju karijeru dovevši ga u studio na snimanje. U osamdesetima se udružio s Williejem Nelsonom, Waylonom Jenningsom i Krisom Kristoffersonom kako bi snimili album. Uspjeh albuma doveo je do još dva izdanja i nekoliko turneja.
Njegovo vokalno cameo pojavljivanje na pjesmi "The Wanderer" na albumu Zooropa grupe U2 dovelo je do upoznavanja s producentom Rickom Rubinom i na kraju rezultiralo serijom albuma za American Recordings, koji uključuju mnoge suradnje. Grupa Coldplay je namjeravala snimiti pjesmu "Til Kingdom Come" za album X&Y s Cashom, ali je on umro prije nego što su to učinili. Pjesma je posvećena Cashu na albumu i na njihovoj turneji "Twisted Logic" gdje su izvodili "Ring of Fire." 

### Suradnički albumi
| Godina | Album                      | Pozicija na ljestvici | Pozicija na ljestvici | Naklada    | Etiketa        |
| Godina | Album                      | Top country albumi    | Billboard 200         | Naklada    | Etiketa        |
| ------ | -------------------------- | --------------------- | --------------------- | ---------- | -------------- |
| 1982.  | The Survivors Live (uživo) | 21                    |                       |            | Columbia       |
| 1985.  | Highwayman                 | 1                     | 92                    | platinasta | Columbia       |
| 1986.  | Class of '55               | 15                    | 87                    |            | American Sound |
| 1986.  | Heroes                     | 13                    |                       |            | Columbia       |
| 1990.  | Highwayman 2               | 1                     | 79                    |            | Columbia       |
| 1995.  | The Road Goes on Forever   | 42                    |                       |            | Liberty        |

### Gostujuća pojavljivanja
| Godina | Pjesma/pjesme | Glazbenik/glazbenici                                        | Album                                                                                     |
| ------ | --- | ----------------------------------------------------------- | ----------------------------------------------------------------------------------------- |
| 1969.  | "Girl from the North Country" | Bob Dylan                                                   | Nashville Skyline                                                                         |
| 1971.  | "A Front Row Seat to Hear Ole Johnny Sing" "26 Second Song"                                                                                              | Shel Silverstein                                            |                                                                                           |
| 1972.  | "A Song to Mama" "The World Needs a Melody" | The Carter Family                                           |                                                                                           |
| 1972.  | "Amazing Grace" | The Evangel Temple Choir                                    |                                                                                           |
| 1975.  | "Gospel Ship" "Song to Woody" "Hey Porter" | The Earl Scruggs Revue                                      | Anniversary Special, Vol. 1                                                               |
| 1976.  | "I Still Miss Someone" "My Ship Will Sail" (prateći vokali)                                                                                              | The Earl Scruggs Revue                                      | Anniversary Special, Vol. 2                                                               |
| 1976.  | "No Earthly Good" | The Oak Ridge Boys                                          | Old Fashioned, Down Home, Hand Clappin' Foot Stompin' Southern Style Gospel Quartet Music |
| 1976.  | "My Ship Will Sail" | The Carter Family                                           | Country's First Family                                                                    |
| 1976.  | "Love is My Refuge" | Jack Routh                                                  |                                                                                           |
| 1979.  | "Jealous Loving Heart" "Soldier's Last Letter" | Ernest Tubb                                                 | The Legend and the Legacy                                                                 |
| 1979.  | "Six Gun Shooting" "Help Him, Jesus" "The Death of Me"                                                                                                   | Levon Helm Emmylou Harris Charlie Daniels                   | The Legend of Jesse James                                                                 |
| 1980.  | "What's Good for You (Should Be Alright for Me)" "Mother Maybelle"                                                                                       | Marty Stuart Curly Seckler The Nashville Grass              |                                                                                           |
| 1980.  | "Jordan" | Emmylou Harris Tony Rice Ricky Skaggs                       | Roses in the Snow (album Emmylou Harris)                                                  |
| 1981.  | "Mister Garfield" | Merle Kilgore                                               |                                                                                           |
| 1982.  | "One More Ride" "Hey Porter" "Get in Line Brother" | Marty Stuart                                                | Busy Bee Café                                                                             |
| 1982.  | "That's How I Got to Memphis" | Rosanne Cash                                                | Somewhere in the Stars                                                                    |
| 1983.  | "I Still Miss Someone" | Bill Monroe                                                 | Bill Monroe and Friends                                                                   |
| 1983.  | "Love Me Tender" | Julie Andrews                                               | Love Me Tender                                                                            |
| 1984.  | "Crazy Old Soldier" | Ray Charles                                                 | Friendship                                                                                |
| 1984.  | "Suffer Little Children" | Glen Campbell                                               | No More Night                                                                             |
| 1986.  | "Be Careful Who You Love (Arthur's Song)" | Waylon Jennings                                             | Sweet Mother Texas                                                                        |
| 1986.  | "Let America Be America Again" | Will D. Campbell Willie Nelson Jessi Colter Waylon Jennings | They Come to America                                                                      |
| 1986.  | "Better Class of Losers" | John Schneider Waylon Jennings                              | Take the Long Way Home (album Johna Schneidera)                                           |
| 1987.  | "The Ten Commandments of Love" | David Allan Coe                                             | A Matter of Life and Death                                                                |
| 1987.  | "Amazing Grace" | Joanne Cash Yates                                           | Amazing Grace                                                                             |
| 1988.  | "Waitin' for a Southern Train" | Jimmy Tittle                                                |                                                                                           |
| 1989.  | "Jesus is Lord" "I've Been Saved" "Gospel Medley" "How Beautiful Heaven Must Be" "Lord I'm Coming Home"                                                  | Joanne Cash Yates                                           | Live                                                                                      |
| 1989.  | "Life's Railway to Heaven" "Will the Circle Be Unbroken"                                                                                                 | Nitty Gritty Dirt Band                                      | Will the Circle Be Unbroken: Volume Two                                                   |
| 1989.  | "Wildwood Flower" "Worried Man Blues" "Ain't Gonna Work Tomorrow" "Church in the Wildwood"                                                               | The Carter Family                                           |                                                                                           |
| 1989.  | "Woodcarver" | Sandy Kelly                                                 |                                                                                           |
| 1990.  | "Thoughts on the Flag" (s Georgeom Jonesom i Tomom T. Hallom) "Guess Things Happen That Way"                                                             | Tommy Cash                                                  | The 25th Anniversary Album (album Tommyja Casha)                                          |
| 1990.  | "Get Rhythm" | Martin Delray                                               | Get Rhythm                                                                                |
| 1991.  | "Man in Black" | One Bad Pig                                                 | I Scream Sunday                                                                           |
| 1992.  | "Doin' My Time" | Marty Stuart                                                | This One's Gonna Hurt You                                                                 |
| 1993.  | "The Wanderer" | U2                                                          | Zooropa                                                                                   |
| 1993.  | "The Devil Comes Back to Georgia" | Charlie Daniels Travis Tritt Marty Stuart                   | Heroes (album Marka O'Connora)                                                            |
| 1994.  | "Tennessee Stud" | Michael Martin Murpey                                       | America's Horses                                                                          |
| 1994.  | "A Comment from Johnny Cash" | Rose Maddox                                                 | $35 and a Dream                                                                           |
| 1994.  | "The Little Drummer Boy" | Ben Keith                                                   | Seven Gates: A Christmas Album by Ben Keith and Friends                                   |
| 1995.  | "Get Rhythm" | John Stewart                                                | Airdream Believer                                                                         |
| 1995.  | "Go Wild" "The Winding Stream" | Carlene Carter                                              | Little Acts of Treason                                                                    |
| 1995.  | "Where the Soul Never Dies" | Cluster Pluckers                                            | Unplucked                                                                                 |
| 1995.  | "Blistered" | Jimmy Tittle                                                | It's in the Attitude                                                                      |
| 1996.  | "Time of the Preacher" | Krist Novoselic Sean Kinney Kim Thayil John Carter Cash     | Twisted Willie                                                                            |
| 1996.  | "Two Old Army Pals" "Give Me Back My Job" | Bono Willie Nelson Tom Petty                                | Go Cat Go! (album Carla Perkinsa)                                                         |
| 1996.  | "Steel Guitar Rag" | Robby Turner                                                | Man of Steel                                                                              |
| 1996.  | "Johnny Cash Hit Medley (Ring of Fire/I Walk the Line/Folsom Prison Blues)" "I Will Rock and Roll with You" "Fly Little Bird" (s Johnom Carterom Cashom) | Tom Astor                                                   |                                                                                           |
| 1996.  | "The Little Drummer Boy" | Collin Raye                                                 | Christmas: The Gift                                                                       |
| 1999.  | "Johnny Cash Outro" | Marty Stuart                                                | The Pilgrim                                                                               |
| 1999.  | "Guess Things Happen That Way" "Silver Haired Daddy of Mine" "Thoughts on the Flag"                                                                      | George Jones Tom T. Hall                                    | Classics (album Tommyja Casha)                                                            |
| 2000.  | "Introduction" "Take Me Home" | Ramblin' Jack Elliott                                       | The Ballad of Ramblin' Jack                                                               |
| 2001.  | "I Walk the Line (Revisited)" | Rodney Crowell                                              | The Houston Kid                                                                           |
| 2001.  | "Passin' Thru" | Don Henley Earl Scruggs                                     | Earl Scruggs and Friends                                                                  |
| 2001.  | "Big River" | Trick Pony Waylon Jennings                                  | Trick Pony (album Trick Ponyja)                                                           |
| 2002.  | "Tears in the Holston River" | The Nitty Gritty Dirt Band                                  | Will the Circle Be Unbroken, Vol. 3                                                       |
| 2003.  | "September When It Comes" | Rosanne Cash                                                | Rules of Travel                                                                           |
| 2003.  | "Keep on the Sunny Side" "The Road to Kaintuck" "Temptation" "Will You Miss Me When I'm Gone" "Wildwood Flower"                                          | June Carter Cash                                            | Wildwood Flower                                                                           |
| 2003.  | "The Way-Worn Traveler" | John Carter Cash                                            | Bitter Harvest                                                                            |

### Ostala pojavljivanja
| Godina | Pjesma/pjesme | Album                                                  |
| ------ | --- | ------------------------------------------------------ |
| 1972.  | "I See Men as Trees Walking" (uživo) | Jesus Sound Explosion                                  |
| 1976.  | "Ragged Old Flag" (uživo) | It's Time to Pray, America                             |
| 1979.  | "Nasty Dan" (s Oscarom the Grouchom) "Five Feet High and Rising" (s Biffom)                                                                                      | Children's TV Workshop Stars Come Out on Sesame Street |
| 1981.  | "The General Lee" | Dukes of Hazzard                                       |
| 1983.  | "The Love That Never Failed" | Star Spangled Country                                  |
| 1985.  | "Hey Porter" "Luther Played the Boogie" "Big River" | Louisiana Hayride Saturday Nite                        |
| 1994.  | "Folsom Prison Blues" (s Brooskom & Dunnom) "Forever Young" | Red Hot + Country                                      |
| 1994.  | "Folsom Prison Blues" (uživo na Grammy Legend Awards, 5. prosinca 1990.)                                                                                         | Grammy's Greatest Country Moments, Vol. 1              |
| 1995.  | "Were You There (When They Crucified My Lord)" "Redemption" | Silent Witness, Vol. 1                                 |
| 1996.  | "In Your Mind" | soundtrack za Odlazak u smrt                           |
| 1998.  | "Cowboys and Ladies" (s June Carter Cash) "Heroes in Black and White"                                                                                            | All My Friends Are Cowboys                             |
| 1998.  | "In the Garden" | soundtrack za Apostol                                  |
| 1998.  | "I Washed My Face in the Morning Dew" | Real: The Tom T. Hall Project                          |
| 2000.  | "So Doggone Lonesome" "I Walk the Line" "Get Rhythm" | Live at the Big "D" Jamboree, Vol. 2                   |
| 2000.  | "I'm on Fire" | Badlands: A Tribute to Bruce Springsteen's Nebraska    |
| 2002.  | "For You" (s Daveom Matthewsom) | soundtrack za Bili smo vojnici                         |
| 2003.  | "City of New Orleans" (s The Highwaymen) "Folsom Prison Blues" "I've Always Been Crazy" (s Waylonom Jenningsom) "Best of All Possible Worlds" (s The Highwaymen) | Farm Aid, Vol. 1: Live                                 |

## Snimke

### Koncertne snimke
| Godina | Snimka                        | Snimljeno                                 |
| ------ | ----------------------------- | ----------------------------------------- |
| 2003.  | A Concert Behind Prison Walls | 1976. (za TV specijal)                    |
| 2005.  | Live at Montreux 1994         | 1994.                                     |
| 2005.  | The Legend                    | 12. ožujka 1980.                          |
| 2005.  | Live from Austin, TX          | 3. siječnja 1987. (za Austin City Limits) |
| 2006.  | Live in Denmark               | 1971.                                     |
| 2006.  | Johnny Cash in Ireland        | 1993.                                     |

### Glazbeni spotovi
| Godina | Spot                                                  | Redatelj      |
| ------ | ----------------------------------------------------- | ------------- |
| 1956.  | "Folsom Prison Blues"                                 |               |
| 1970.  | "Jackson" (s June Carter Cash)                        |               |
| 1981.  | "The Baron" (uz June Carter Cash i Marty Stuart)      |               |
| 1983.  | "Johnny 99"                                           |               |
| 1984.  | "Chicken in Black"                                    |               |
| 1985.  | "Highwayman" (s The Highwaymen)                       |               |
| 1987.  | "Sixteen Tons"                                        |               |
| 1987.  | "Let Him Roll" (uz Waylona Jenningsa)                 |               |
| 1990.  | "Silver Stallion" (s The Highwaymen)                  |               |
| 1991.  | "Goin' by the Book"                                   |               |
| 1994.  | "Delia's Gone" (uz Kate Moss)                         | Anton Corbijn |
| 1994.  | "The Man Who Couldn't Cry"                            |               |
| 1995.  | "If He Came Back Again" (s The Highwaymen)            |               |
| 1996.  | "Rusty Cage"                                          |               |
| 1998.  | "I Walk the Line (Revisited)" (s Rodneyjem Crowellom) |               |
| 2002.  | "Hurt" (uz June Carter Cash)                          | Mark Romanek  |
| 2003.  | "September When It Comes" (s Rosanne Cash)            |               |
| 2006.  | "God's Gonna Cut You Down"                            | Tony Kaye     |
| 2007.  | "Help Me"                                             | Tony Kaye     |

## Počasni albumi
| Godina | Album                                                  | Pozicija na ljestvici | Pozicija na ljestvici | Etiketa  |
| Godina | Album                                                  | Top Country Albums    | Billboard 200         | Etiketa  |
| ------ | ------------------------------------------------------ | --------------------- | --------------------- | -------- |
| 1988.  | Til Things Are Brighter: A Tribute to Johnny Cash      |                       |                       | Rhino    |
| 2002.  | Dressed in Black: A Tribute to Johnny Cash             | 53                    |                       | Dualtone |
| 2002.  | Kindred Spirits: A Tribute to the Songs of Johnny Cash | 17                    | 140                   | Columbia |

## Vanjske poveznice
- Službena stranica Johnnyja Casha